# فرودگاه تروستن

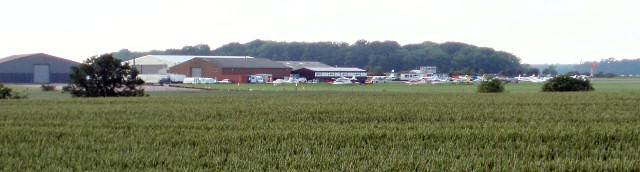
فرودگاه تروستن

فرودگاه تروستن (به انگلیسی: Turweston Aerodrome) یک فرودگاه خصوصی است که یک باند فرود آسفالت دارد و طول باند آن ۹۱۵ متر است. این فرودگاه در کشور انگلستان قرار دارد و در ارتفاع ۱۳۷ متری از سطح دریا واقع شده است.